# فيتناميون
فيتناميون الشعب الفيتنامي (باللغة الفيتنامية : người Việt أو người Kinh) هي مجموعة عرقية مصدرها ما يعرف الآن في شمال فيتنام وجنوب الصين. وهم الأغلبية العرقية مجموعة من فيتنام، التي تضم 86 ٪ من التعداد السكاني عام (1999) والمعروفة رسميا باسم Kinh لتمييزهم عن غيرهم من المجموعات العرقية في فيتنام. أقرب للتسجيل الاسم القديم كان الشعب الفيتنامي المعروف بشعوب لاك.
على الرغم من جغرافيتها ولغويتها بانها دول جنوب شرق آسيا، وفترات طويلة من التفاعل مع الدول المجاورة للشمال، وضعت الصين لها ثقافيا أقرب إلى شرق آسيا، أو بشكل أكثر تحديدا على الفور شمال الجيران، وجنوب الصين وغيرها من القبائل القريبة من حدود الصين الجنوبية.